# Joseph Mackey Brown
Joseph Mackey Brown, född 28 december 1851 i Canton i Georgia, död 3 mars 1932 i Marietta i Georgia, var en amerikansk politiker (demokrat). Han var Georgias guvernör 1909–1911 och 1912–1913. Han var son till Joseph E. Brown som var Georgias guvernör 1857–1865.
Joseph Mackey Brown utexaminerades 1872 från Oglethorpe University, studerade sedan vid Harvard Law School utan att utexamineras och arbetade som direktör vid Western and Atlantic Railroad.
Brown efterträdde 1909 M. Hoke Smith som Georgias guvernör och efterträddes 1911 av företrädaren Smith. Han tillträdde 1912 på nytt som guvernör och efterträddes 1913 av John M. Slaton. Brown medverkade till att hetsa upp stämningen mot den mordanklagade Leo Frank och frågade offentligt i en kolumn om alla utom judar kan straffas för ett brott. Frank lynchades och sentida forskare anser att Brown deltog i lynchningen men Browns medverkan till mordet utreddes inte under hans livstid. Brown avled 1932 och gravsattes på Oakland Cemetery i Atlanta.